# Паритапревир
Паритапревир (Paritaprevir, ABT-450) — ингибитор NS3-4А сериновой протеазы II волны I поколения, выпускаемый компанией AbbVie Inc. и использующийся в качестве компонента комбинированных препаратов для лечения гепатита C под брендами Viekira Pak, Technivie, ViekiraX, ViekiraXR. Данный ингибитор имеет средний барьер резистентности, его действие направлено на привязку сайта: резистентность возникает в результате мутаций в позициях 155, 168 и некоторых других позициях неструктурного вирусного белка NS3с. 248. Серьёзным недостатком паритапревира является быстрое падение концентрации препарата в крови, вынуждающее применять его совместно с фармакокинетическим усилителем ритонавиром, обладающим гепатотоксичностью и плохим профилем межлекарственного взаимодействия. Как и прочие NS3/4A-ингибиторы I поколения, имеет оптимальную вирусологическую активность не по всем генотипам. с 2018 года в перечне ЖНВЛП